# Барон Холленден
Барон Холленден из Ли в графстве Кент — наследственный титул в системе Пэрства Соединенного Королевства. Он был создан 9 февраля 1912 года для британского бизнесмена Сэмюэла Морли (1845—1929), который ранее занимал должности высшего шерифа Лондонского графства (1893—1984) и управляющего Банком Англии (1903—1905). Он был сыном Сэмюэла Морли и Ребекки Марии Хоуп. Его старшим братом был либеральный политик Арнольд Морли (1849—1916). Он заседал в Палате общин Великобритании от Ноттингема (1880—1885) и Восточного Ноттингема (1885—1895), занимал пост парламентского секретаря казначейства в 1886 году.
Первому лорду Холледену наследовал его сын, Джеффри Хоуп Морли, 2-й барон Холленден (1885—1977). Он был высшим шерифом Лондонского графства в 1917 году. В 1923 году он принял дополнительную фамилию «Хоуп». После его смерти титул перешел к его племяннику, Гордону Хоупу Хоуп-Морли, 3-му барону Холлендену (1914—1999). Он был единственным сыном достопочтенного Клода Хоупа Хоуп-Морли, младшего сына 1-го барона Холлендена. Лорд Холленден был олдерменом из Лондона.
По состоянию на 2024 год носителем титула являлся его сын, Иэн Хэмпден Хоуп-Морли, 4-й барон Холленден (род. 1946), который стал преемником своего отца в 1999 году.

## Бароны Холленден (1912)
- 1914—1929: Сэмюэл Хоуп Морли, 1-й барон Холленден (3 июля 1845 — 18 февраля 1929), старший сын политика Сэмюэла Морли (1809—1886)[1]
- 1929—1977: Джеффри Хоуп Хоуп-Морли, 2-й барон Холленден (28 января 1885 — 19 октября 1977), старший сын предыдущего[2]
- 1977—1999: Гордон Хоуп Хоуп-Морли, 3-й барон Холленден (1914—1999), единственный сын достопочтенного Клода Хоупа-Морли (1887—1968), племянник предыдущего[3]
- 1999 — настоящее время: Иэн Хэмпден Хоуп-Морли, 4-й барон Холленден (род. 23 октября 1946), старший сын предыдущего[4]
  - Наследник титула: достопочтенный Эдвард Хоуп-Морли (род. 9 апреля 1981), единственный сын предыдущего от первого брака[5].